# 情熱の花
「情熱の花」（じょうねつのはな）は、1959年にザ・ピーナッツの歌唱で日本で発表された国外楽曲カヴァーの楽曲である。
この曲はベートーヴェンの「エリーゼのために」のメロディをアレンジの上で使用している。

## 概要
アメリカのグループ、ザ・フラタニティ・ブラザーズが1957年に発売し翌年にイタリアでヒットした「PASSION FLOWER」を、ヨーロッパの歌手であったカテリーナ・ヴァレンテが1959年にフランス語盤「Tout L'Amour」及びドイツ語盤「Rote Rosen werden blüh'n」としてカバーしたものを、同年にザ・ピーナッツが「Tout L'Amour」を底本として孫カバーして日本語に訳詞されたものを発表した。
歌詞は「ララララー…小さな胸に」より始まるものと、「ララララーラー…私の胸に」で始まるものとの合計2種類が存在している。どちらも発表された1959年に作成されたものである。レコードに収録されたものは前者の歌詞のものが多かったが、同年に発表された同名の映画（後述）や『第10回NHK紅白歌合戦』では後者の歌詞で歌われた。なお、日本語訳の歌詞を2種類作成した意図等については現在に至るまで明らかにされていない。
1967年に曲調を変更して再録音されたものも発表された。前者/後者の歌詞によって歌われた楽曲共に、現在でも全曲集に収録されることが多い。なお、全曲集は後者の歌詞で収録されている事例が多い。
なお、ヴァージョンは複数あることがザ・ピーナッツCDの解説書や各文献により確認されている。

## 収録曲
- 全曲・編曲：宮川泰、演奏：シックス・ジョーズ、山田たかしとトロピカル・メロディアンズ（ラテンリズム）

1. 情熱の花
作曲：Ludwig van Beethoven／英語版原作詞・改作曲：Bunny Botkin, Gilbert Garfield, Pat Murtagh／フランス語版作詞：André Salvet／日本語版作詞：音羽たかし、水島哲
2. 米山さんから（三階節）
越後地方民謡

## 主なカバー
- 長南百合子とシルクロード - 1979年に発売されたアルバム『情熱の花』ETP-80103に収録。
- W - 2004年に発売されたアルバム『デュオU&U』に収録。
- 相田翔子・森高千里 - 2016年9月7日に発売されたトリビュートアルバム『ザ・ピーナッツ トリビュート・ソングス』に収録[5]。
- ザ・リリーズ - 2014年に発売されたアルバム『リリーズ ザ・ピーナッツを歌う』に収録。

## 映画
本曲を題材とした歌謡映画が、1960年11月12日に公開された。前作『可愛い花』に引き続き、日活系・モノクロ・日活スコープ、そして上映時間は49分の「SP映画」である。
本作は教護院からの脱走者・田村政治の成長を描いており、ザ・ピーナッツも本人役で出演する。

### スタッフ
- 企画：茂木了次
- 原案：東洋一
- 脚本：勝目貴久、堀池清
- 監督：堀池清
- 撮影：柿田勇
- 音楽：河辺公一、宮川泰
- 美術：柳生一夫
- 照明：熊谷秀夫
- 録音：福島信雄
- 編集：近藤光雄

### 出演者
- 須川伸二：沢本忠雄
- 秋津多美子：稲垣美穂子
- ザ・ピーナッツ：ザ・ピーナッツ
- 田村政治：亀山靖博
- 松岡：木浦佑三
- 山口：木下雅弘
- 隊長：雪丘恵介
- ふみ：三崎千恵子
- 佐伯裕司：松下達夫
- 秋津省二：上野山功一
- 北野：山中大成
- 菊田一郎
- 村山：二木草之助
- 隊員・荒木：高山秀雄
- マネージャー・西原：本庄美智子
- キャバレーの支配人：神山勝
- 梶保：亀谷雅敬
- 野中繁夫
- 中田敏夫
- 三郎：市川良郎(市川好朗)
- 手塚央
- 則夫：竹田春昭
- 六郎：田中英二
- 登：山崎雅美
- 春次：小沢直好(小沢直平)
- 黒本武：小沢茂美
- 房雄：山本一夫
- 兵吉：益子敏雄
- 新井英雄
- 有川賢士
- 窪田幸一郎
- 森本有吾
- 新沢光一
- 以下ノンクレジット
- 北野：佐久間健太郎
- パレード見物人：本目雅昭、福田文子、橘田良江
- 楽器店の女店員：小坂翠
- 遠足の同行者：市原久照(市原久)
- 田村を連行する刑事：八代康二
- 田村を連行する警官：志方稔

### 同時上映
『錆びた鎖』
- 脚本：池田一朗、秋元隆太 / 監督：斎藤武市 / 主演：赤木圭一郎